# Sophie Wilmès
Sophie Wilmès (ur. 15 stycznia 1975 w Ixelles) – belgijska i walońska działaczka samorządowa oraz polityk, w latach 2015–2019 i 2020–2022 minister na szczeblu federalnym, w latach 2019–2020 premier Belgii, od 2020 do 2022 wicepremier, wiceprzewodnicząca Parlamentu Europejskiego X kadencji.

## Życiorys
Absolwentka studiów z zakresu reklamy w Institut des Hautes Études des Communications Sociales w Brukseli (IHECS), a także zarządzania finansami w instytucie ISFSC. Pracowała w administracji Komisji Europejskiej, a także w firmie prawniczej jako doradca. Zaangażowała się w działalność polityczną w ramach liberalnego Ruchu Reformatorskiego. W 2007 została pierwszym zastępcą burmistrza (échevinem) miejscowości Rhode-Saint-Genèse, funkcję tę pełniła przez siedem lat. W 2014 wybrano ją do rady prowincji Brabancja Walońska.
Również w 2014 została członkinią Izby Reprezentantów jako zastępca poselski powołanego w skład rządu Didiera Reyndersa. 22 września 2015 także dołączyła do gabinetu Charles’a Michela – zastąpiła Hervégo Jamara na urzędzie ministra budżetu i loterii narodowej. 9 grudnia 2018 powierzono jej również sprawy dotyczące polityki naukowej i służby cywilnej.
W wyborach federalnych z maja 2019 uzyskała mandat posłanki do Izby Reprezentantów. W lipcu tegoż roku Charles Michel został wyznaczony na nowego przewodniczącego Rady Europejskiej. Doszło do tego w trakcie wciąż trwających negocjacji nad powołaniem nowego rządu federalnego. 27 października 2019 Sophie Wilmès otrzymała nominację na urząd premiera, stając się pierwszą w Belgii kobietą na tym urzędzie. Stanęła na czele rządu przejściowego w niemal tożsamym składzie, działającego do czasu uzyskania nowej większości parlamentarnej.
Wielomiesięczne negocjacje między licznymi partiami nadal nie doprowadziły do powstania większościowej koalicji rządowej. W marcu 2020 Belgia zaczęła się tymczasem zmagać z problemem wynikającym z pandemii COVID-19. Wymusiło to szerokie wielopartyjne porozumienie z 15 marca, umożliwiające pozostanie Sophie Wilmès na stanowisku premiera, a jej tworzonemu przez MR, CD&V oraz Open VLD rządowi przekształcenie się w pełnoprawny gabinet ze szczególnymi uprawnieniami na 6 miesięcy. Porozumienie zaaprobowało dziewięć ugrupowań (poza trzema koalicjantami także obie partie socjalistyczne, obie partie ekologiczne, cdH i DéFI). Następnego dnia król Filip I oficjalnie powierzył jej misję sformowania rządu. 17 marca król odebrał dymisję rządu i zaprzysiągł nowy gabinet w dotychczasowym składzie. 19 marca rząd uzyskał wotum zaufania w parlamencie.
Rozmowy koalicyjne trwały w dalszym ciągu i zakończyły się podpisaniem wielopartyjnego porozumienia. Na jego mocy nowym premierem 1 października 2020 został Alexander De Croo. Sophie Wilmès pozostała członkiem jego rządu, obejmując tegoż dnia urzędu wicepremiera oraz ministra spraw zagranicznych, europejskich i handlu zagranicznego oraz do sprawy federalnych instytucji kultury. W kwietniu 2022 ogłosiła czasowe zawieszenie wykonywania obowiązków (które przejęli inni członkowie gabinetu) z uwagi na chorobę nowotworową męża. W lipcu 2022 z tego samego powodu ostatecznie zrezygnowała z funkcji rządowych.
W wyborach europejskich w 2024 uzyskała mandat posłanki do PE X kadencji. W lipcu tegoż roku została jego wiceprzewodniczącą.

## Skład rządów
- premier: Sophie Wilmès (MR)[5]
- wicepremier, minister sprawiedliwości: Koen Geens (CD&V), od 30 listopada 2019 również minister spraw europejskich
- wicepremier, minister rozwoju i finansów: Alexander De Croo (Open VLD)
- wicepremier, minister spraw zagranicznych i europejskich oraz obrony: Didier Reynders (MR, do 30 listopada 2019)
- minister budżetu i loterii narodowej, polityki naukowej i służby cywilnej: David Clarinval (MR), od 30 listopada 2019 również wicepremier
- minister spraw zagranicznych i obrony: Philippe Goffin (MR, od 30 listopada 2019)
- minister pracy, gospodarki i ochrony konsumentów, przeciwdziałania ubóstwu, osób niepełnosprawnych, równych szans: Nathalie Muylle (CD&V)
- minister spraw wewnętrznych: Pieter De Crem (CD&V)
- minister zdrowia i spraw społecznych, azylu i migracji: Maggie De Block (Open VLD)
- minister ds. emerytur: Daniel Bacquelaine (MR)
- minister energii, środowiska i zrównoważonego rozwoju: Marie-Christine Marghem (MR)
- minister ds. mobilności i NMBS: François Bellot (MR)
- minister ds. samozatrudnienia, małych i średnich przedsiębiorstw, rolnictwa i integracji społecznej oraz polityki miejskiej: Denis Ducarme (MR)
- minister ds. uproszczenia administracji, agendy cyfrowej, telekomunikacji i poczty: Philippe De Backer (Open VLD)